# Košťany
Košťany (en allemand : Kosten) est une ville du district de Teplice, dans la région d'Ústí nad Labem, en Tchéquie. Sa population s'élevait à 3 209 habitants en 2021.

## Géographie
Košťany se trouve à 6 km à l'ouest de Teplice, à 22 km à l'ouest de Ústí nad Labem et à 81 km au nord-ouest de Prague.
La commune est limitée par l'Allemagne au nord, par Dubí à l'est, par Újezdeček au sud-est, par Teplice et Jeníkov au sud, et par Hrob et Mikulov à l'ouest.

## Histoire
La première mention écrite de Košťany remonte à 1394.

## Population
Recensements ou estimations de la population :
| 1870  | 1881  | 1891  | 1901  | 1911  | 1921  | 1930  |
| ----- | ----- | ----- | ----- | ----- | ----- | ----- |
| 1 155 | 2 017 | 2 795 | 4 213 | 5 291 | 5 880 | 6 675 |

| 1950  | 1961  | 1970  | 1980  | 1991  | 2001  | 2014  |
| ----- | ----- | ----- | ----- | ----- | ----- | ----- |
| 4 010 | 4 521 | 3 682 | 3 221 | 2 494 | 2 627 | 3 094 |

| 2015  | 2016  | 2017  | 2018  | 2019  | 2020  | 2021  |
| ----- | ----- | ----- | ----- | ----- | ----- | ----- |
| 3 138 | 3 146 | 3 141 | 3 147 | 3 166 | 3 210 | 3 209 |

## Transports
Par la route, Košťany se trouve à 7 km de Teplice, à 26 km d'Ústí nad Labem et à 97 km de Prague.